# 해커스교육그룹
해커스교육그룹(Hackers)은 1999년 창립된 어학교육그룹이다.
1999년 여름 해커스 프로그램을 개발하는 것을 시작으로 1999년 가을에 어학연구소를 설립한 뒤 교재 등을 연구하여 2002년 11월 해커스 토플 그래머를 출간하는 것을 시작으로 현재까지 토플과 토익, 텝스와 관련된 서적을 출간하고 있다.
2003년 12월부터 학원 사업에 진출하여 2004년 1월에 삼성역 부근(본원) 및 선릉역부근(분원)에 첫 학원을 열었고, 2006년 1월에는 온라인 강의 사업을 시작하였다. 2008년 2월에는 삼성역 부근에 있던 본원을 강남역 부근으로 이전하였다. 2008년 6월에는 취업 사이트인 해커스잡을 론칭하였으며, 2009년 10월에는 중학생과 고등학생 대상의 온라인 커뮤니티 점프해커스를 론칭하였다.
2011년 1월에는 선릉역 부근에 있던 분원을 종로로 이전하였다.